# Widoradz
Widoradz – wieś w Polsce położona w województwie łódzkim, w powiecie wieluńskim, w gminie Wieluń przy drodze wojewódzkiej nr 488.
| SIMC    | Nazwa   | Rodzaj    |
| ------- | ------- | --------- |
| 0718306 | Porąbki | część wsi |

Do 31 grudnia 2011 istniały dwie wsie – Widoradz Dolny i Widoradz Górny. Od 1 stycznia 2012 tworzą one jedną wieś o nazwie Widoradz. Wydzielona jest także część miejscowości o nazwie Porąbki, dotychczas część wsi Widoradz Dolny.
Dojechać tu można drogą prowadzącą z Wielunia w kierunku Bełchatowa (przy rozwidleniu dróg w kierunku Widawy - w prawo ku Widoradzowi) bądź przez Rudę (droga obok kościoła w kierunku pn.). 
Wśród podmokłych łąk, rozciągających się w dolinie Strugi Węglewskiej, grodzisko w kształcie kolistym, o średnicy ok. 40 m, o którym źródła pisane wspominają po raz pierwszy dopiero w 1485 r. Główny wał otoczony jest trzema fosami i trzema zewnętrznymi wałami zaporowymi. Zabytki znalezione we wnętrzu grodziska i wale głównym to przede wszystkim ułomki naczyń glinianych, pochodzące z okresu między VI a XIV w. Znaleziono także groty bełtów do kusz, noże, sztylety, klucze i podkowy. Ostatnia faza istnienia grodu datowana jest na pewno po 1380 r. Ponieważ nie odkryto jeszcze śladów kasztelańskiego grodu w Rudzie, istnieje domniemanie, iż siedziba kasztelana mogła być w Widoradzu. 
Według podań ludowych grodzisko widoradzkie obrał za swą siedzibę diabeł Widoradzki, rzadziej Rokitą zwany. Oskar Kolberg przytacza legendę o tym, że moczary widoradzkie pochłonęły Tatarów usiłujących zdobyć Wieluń. Opowieści o złych panach wiąże się tu z osobą dziedzica widoradzkiego. Stąd też miejscowa ludność powtarzała: "Od głodu, powietrza, ognia, wojny i od Widoradza zachowaj nas Panie..."
W latach 1975–1998 miejscowość należała administracyjnie do województwa sieradzkiego. Do 2011 r. wieś Widoradz dzieliła się na Widoradz Górny oraz Widoradz Dolny.